# 정우성
정우성(1973년 4월 22일 (음력 3월 20일) ~ )은 대한민국의 배우이다.

## 출연 작품

### 영화
- 1994년 영화 《구미호》 ... 혁 역
- 1996년 영화 《상해탄》 ... 류소황 역
- 1996년 영화 《본 투 킬》 ... 킬 역
- 1997년 영화 《모텔 선인장》 ... 이민구 역
- 1997년 영화 《비트》 ... 이민 역
- 1999년 영화 《태양은 없다》 ... 이도철 역
- 1999년 영화 《러브》 ... 오명수 역
- 1999년 영화 《유령》 ... 431 / 이찬석 역
- 2001년 영화 《무사》 ... 여솔 역
- 2003년 영화 《똥개》 ... 차철민 / 똥개 역
- 2004년 영화 《내 머리 속의 지우개》 ... 최철수 역
- 2005년 영화 《새드 무비》 ... 이진우 역
- 2006년 영화 《데이지》 ... 박의 역
- 2006년 영화 《중천》 ... 이곽 역
- 2008년 영화 《좋은 놈, 나쁜 놈, 이상한 놈》 ... 박도원 / 좋은 놈 역
- 2009년 영화 《선물》 ... 민우 / 요원K 역
- 2009년 영화 《호우시절》 ... 박동하 역
- 2010년 영화 《검우강호》 ... 강우생 / 지앙 역
- 2011년 영화 《프렌즈 앤 러브》
- 2013년 영화 《감시자들》 ... 제임스 역
- 2014년 영화 《신의 한 수》 ... 송태석 역
- 2014년 영화 《마담 뺑덕》 ... 심학규 역
- 2014년 영화 《킬러 앞에 노인》
- 2014년 영화 《세가지 색 - 삼생》
- 2016년 영화 《나를 잊지 말아요》 ... 연석원 역
- 2016년 영화 《아수라》 ... 한도경 역
- 2017년 영화 《더 킹》 ... 한강식 역
- 2017년 영화 《강철비 Part Ⅰ》 ... 엄철우 역
- 2018년 영화 《인랑》 ... 장진태 역 (일본어 더빙: 미키 신이치로) (본작의 메인 빌런이며 진 최종 보스)
- 2018년 영화 《그날, 바다》 ... 내레이션 역
- 2019년 영화 《증인》 ... 양순호 역
- 2019년 영화 《어쩌다, 결혼》 ... 교통경찰 역
- 2020년 영화 《지푸라기라도 잡고 싶은 짐승들》 ... 강태영 역
- 2020년 영화 《강철비 2: 정상회담》 ... 한경재 역
- 2022년 영화 《헌트》 ... 김정도 역
- 2023년 영화 《보호자》 ... 수혁 역 (감독/각본)
- 2023년 영화 《웅남이》 ... 인간 멧돼지 역 (특별출연)
- 2023년 영화 《달짝지근해: 7510》 ... 이육구 역 (특별출연)
- 2023년 영화 《거미집》 ... 신 감독 역 (특별출연)
- 2023년 천만영화 《서울의 봄》 ... 장태완 / 이태신 역 (본작의 진 주인공)
- 2024년 영화 《하얼빈》 ... 박점출 역  (특별출연)

### 드라마
- 1995년 SBS 드라마스페셜 《아스팔트 사나이》 ... 강동석 역
- 1996년 SBS 2부작 설날특집극 《곰탕》 ... 가마청년 역
- 1996년 MBC 월화 미니시리즈 《1.5》 ... 이장욱 역
- 2010년 ~ 2011년 SBS 월화 특별기획 드라마 《아테나: 전쟁의 여신》 ... 이정우 역
- 2011년 일본 후지TV 드라마 《굿 라이프》 ... 특별출연
- 2011년 ~ 2012년 JTBC 월화 특별기획 드라마 《빠담빠담… 그와 그녀의 심장박동소리》 ... 양강칠 역
- 2020년 ~ 2021년 SBS 금토드라마 《날아라 개천용》 ... 박삼수 역
- 2021년 넷플릭스 오리지널 드라마 《고요의 바다》 ... 제작
- 2023년 ~ 2024년 ENA 월화드라마 《사랑한다고 말해줘》 ... 차진우 역
- 2025년 디즈니+ 드라마 《메이드 인 코리아》 ... 장건영 역

### 뮤직비디오
| 연도 | 아티스트 | 제목                   | 비고 |
| ---- | -------- | ---------------------- | ---- |
| 2000 | god      | 그대 날 떠난 후로      | 연출 |
| 2002 | god      | 모르죠                 | 연출 |
| 2002 | god      | 슬픈 사랑              | 연출 |
| 2002 | god      | 바보                   | 연출 |
| 2002 | 유미     | 사랑은 언제나 목마르다 | 출연 |
| 2010 | 위란JW   | 남인신십마             | 출연 |
| 2014 | 윤종신   | 여자없는 남자들        | 출연 |

## 작품 외 활동

### 광고
| 연도 | 기업명                        | 제품명                       |
| ---- | ----------------------------- | ---------------------------- |
| 1994 | 오리온                        | 센스민트                     |
| 1995 | OB맥주                        | 넥스                         |
| 1995 | CG녹십자                      | 립플러스                     |
| 1997 | 금강제화                      | 상품권                       |
| 1997 | 해태제과                      | 리베 초콜릿                  |
| 1997 | 해태아이스크림                | 탱크보이                     |
| 1997 | 쌍방울                        | BYC                          |
| 2000 | 코리아나 화장품               | 아스트라21                   |
| 2000 | 한국지엠                      | 라노스2                      |
| 2000 | 두루넷                        |                              |
| 2000 | 롯데칠성음료                  | 2% 부족할때                  |
| 2000 | OB맥주                        | OB라거                       |
| 2000 | 지오다노                      | 심플리진스                   |
| 2001 | LG유플러스                    | 카이코스모                   |
| 2002 | KTF                           |                              |
| 2002 | (주)파리크라상 파리바게뜨     |                              |
| 2002 | 삼성카드                      |                              |
| 2003 | (주) 세정                     | NII                          |
| 2003 | LG전자                        | XNOTE                        |
| 2003 | 모토로라 코리아               | 모토로라 FLASHMOTO           |
| 2003 | 모토로라 코리아               | 모토로라 슬림모토 MS200      |
| 2003 | 모토로라 코리아               | 모토로라 스타텍 2004         |
| 2003 | 모토로라 코리아               | 모토로라 MS350               |
| 2003 | 모토로라 코리아               | 모토로라 스핀모토 MP3 MS 340 |
| 2003 | 모토로라 코리아               | 미니모토 MS 400              |
| 2003 | 모토로라 코리아               | 모토로라 MS330               |
| 2006 | 삼성물산                      | 로가디스                     |
| 2007 | 해태htb                       | 차온                         |
| 2007 | KT메가패스                    | FTTH                         |
| 2007 | KT메가패스                    | +SHOW                        |
| 2007 | 언타이드                      | 바이 다반                    |
| 2007 | 계룡건설                      | 계룡 리슈빌                  |
| 2007 | 대상                          | 청정원                       |
| 2009 | 이베이코리아                  | 무슈J                        |
| 2009 | 애경산업                      | 2080 청은차                  |
| 2009 | 게스홀딩스코리아              | 게스 진                      |
| 2010 | 동서식품                      | 맥심 커피                    |
| 2010 | 팬텍 스카이                   | VEGA                         |
| 2010 | 디아지오코리아                | 기네스 맥주                  |
| 2011 | LG전자                        | 디오스 냉장고, 김치냉장고    |
| 2011 | 기아자동차                    | K5                           |
| 2011 | XTM                           |                              |
| 2012 | 레드페이스                    |                              |
| 2013 | CJ제일제당                    | 이너비 리액티브콜라겐        |
| 2013 | 삼성전자                      | 갤럭시S4                     |
| 2013 | (주)세정그룹                  | 인디안                       |
| 2013 | (주)세정그룹                  | 웰메이드                     |
| 2013 | (주)세정그룹                  | 브루노바피                   |
| 2014 | 서울우유협동조합              | 아침에주스                   |
| 2014 | 롯데네슬레코리아              | 네스카페 수프리모            |
| 2014 | 롯데네슬레코리아              | 네스카페 바리스타            |
| 2014 | 롯데네슬레코리아              | 네스카페 크레마              |
| 2014 | 소니 코리아                   | 소니α 6000                   |
| 2014 | 소니 코리아                   | 소니α A7 II                  |
| 2014 | 소니 코리아                   | 소니 α6500                   |
| 2015 | 아웃백스테이크하우스          |                              |
| 2015 | 쿤룬코리아 난투 전장의 지배자 |                              |
| 2016 | 유안타증권                    | 티레이더                     |
| 2016 | 스타필드 하남 쇼핑몰          |                              |
| 2016 | 필립스 코리아                 | 필립스 S9000                 |
| 2016 | 필립스 코리아                 | 필립스 9000 시리즈           |
| 2016 | 필립스 코리아                 | 필립스 비자퓨어맨            |
| 2017 | SK텔레콤                      |                              |
| 2017 | 위메프                        |                              |
| 2017 | 페르노리카코리아              | 발렌타인                     |
| 2017 | 삼성화재                      | 다이렉트 자동자 보험         |
| 2018 | 지오다노                      |                              |
| 2018 | 가이아모바일코리아            | 이터널 라이트                |
| 2018 | LONGINES                      |                              |
| 2019 | 휴테크                        |                              |
| 2019 | 뉴트리원라이프                | 루테인지아잔틴164            |
| 2019 | 쉐보레                        | 트래버스                     |
| 2019 | 동부건설                      | 동부센트레빌                 |
| 2020 | 비상교육                      | 와이즈캠프                   |
| 2020 | 롯데                          | 하이마트                     |
| 2020 | 케이카                        |                              |
| 2020 | KingsGroup Holdings           | 스테이트 오브 서바이벌       |
| 2021 | 팔도                          | 팔도 비빔면                  |
| 2022 | NHN                           | 한게임                       |

### 홍보대사
| 연도 | 홍보대사 명                                             |
| ---- | ------------------------------------------------------- |
| 2007 | FAB Inc 이사                                            |
| 2009 | 구스타프 클림트 한국전시회 홍보대사                     |
| 2009 | 중국영화제 친선대사                                     |
| 2012 | 제17회 부산국제영화제 뉴 커런츠 부문 심사위원           |
| 2013 | 제14회 전주국제영화제 국제경쟁 심사위원                 |
| 2014 | 유엔난민기구 한국대표부 명예사절                        |
| 2014 | 제12회 아시아나 국제단편영화제 특별심사위원             |
| 2015 | 숏쇼츠필름 페스티벌 & 아시아 2015(SSFF & ASIA) 심사위원 |
| 2015 | 유엔난민기구 친선대사                                   |
| 2016 | 제1회 마카오국제영화제 경쟁부문 심사위원                |

## 수상 및 후보
| 연도 | 시상식                                  | 부문                                        | 작품                          | 결과 |
| ---- | --------------------------------------- | ------------------------------------------- | ----------------------------- | ---- |
| 1995 | SBS 연기대상                            | 남자 신인연기상                             | 아스팔트 사나이               | 수상 |
| 1996 | 제32회 백상예술대상                     | TV부문 남자 신인연기상                      | 아스팔트 사나이               | 수상 |
| 1997 | 제17회 한국영화평론가협회상             | 신인남우상                                  | 비트                          | 수상 |
| 1997 | 제35회 대종상                           | 남우주연상                                  | 비트                          | 후보 |
| 1997 | 제18회 청룡영화상                       | 남우주연상                                  | 비트                          | 후보 |
| 1999 | 제20회 청룡영화상                       | 인기스타상                                  | 태양은 없다                   | 수상 |
| 2001 | 제22회 청룡영화상                       | 인기스타상                                  | 무사                          | 수상 |
| 2002 | 제39회 대종상                           | 남우주연상                                  | 무사                          | 후보 |
| 2003 | 제24회 청룡영화상                       | 남우주연상                                  | 똥개                          | 후보 |
| 2005 | 제13회 이천춘사대상영화제               | 남우주연상                                  | 내 머리 속의 지우개           | 후보 |
| 2006 | 제6회 대한민국청소년영화제              | 청소년들이 뽑은 인기배우상                  | 빈칸                          | 수상 |
| 2007 | 제7회 대한민국청소년영화제              | 청소년들이 뽑은 인기배우상                  | 빈칸                          | 수상 |
| 2008 | 코스모폴리탄 선정                       | 올해의 펀피리어스 남성부문                  | 빈칸                          | 수상 |
| 2008 | 하와이 국제영화제                       | 최우수 업적 연기상                          | 빈칸                          | 수상 |
| 2008 | 제17회 부일영화상                       | 남우주연상                                  | 좋은 놈, 나쁜 놈, 이상한 놈   | 후보 |
| 2008 | 제29회 청룡영화상                       | 인기스타상                                  | 좋은 놈, 나쁜 놈, 이상한 놈   | 수상 |
| 2008 | 코리아 패션&디자인 어워드               | 올해의 베스트드레세서상                     | 빈칸                          | 수상 |
| 2009 | 제3회 아시안 필름 어워즈                | 남우조연상                                  | 좋은 놈, 나쁜 놈, 이상한 놈   | 수상 |
| 2009 | 제2회 스타일 아이콘 어워즈              | 남자배우 부문                               | 빈칸                          | 수상 |
| 2011 | 한류유공자상                            | 문화부장관상                                | 빈칸                          | 수상 |
| 2011 | SBS 연기대상                            | 특별기획부문 남자 최우수연기상              | 아테나: 전쟁의 여신           | 후보 |
| 2013 | 제6회 스타일 아이콘 어워즈              | 본상                                        | 빈칸                          | 수상 |
| 2013 | 제28회 코리아 베스트 드레서 스완 어워드 | 남자 베스트 드레서상                        | 빈칸                          | 수상 |
| 2013 | 제34회 청룡영화상                       | 남우조연상                                  | 감시자들                      | 후보 |
| 2014 | 제8회 아시안 필름 어워즈                | 남우조연상                                  | 감시자들                      | 후보 |
| 2014 | 제50회 백상예술대상                     | 영화부문 남자 최우수연기상                  | 감시자들                      | 후보 |
| 2014 | 제51회 대종상                           | 남우주연상                                  | 신의 한 수                    | 후보 |
| 2014 | 제35회 청룡영화상                       | 남우주연상                                  | 신의 한 수                    | 후보 |
| 2016 | 제37회 청룡영화상                       | 남우주연상                                  | 아수라                        | 후보 |
| 2016 | 제37회 청룡영화상                       | 인기스타상                                  | 아수라                        | 수상 |
| 2016 | 제17회 부산영화평론가협회상             | 남우주연상                                  | 아수라                        | 수상 |
| 2017 | 제6회 마리끌레르 영화제                 | 파이오니어상                                | 아수라                        | 수상 |
| 2017 | 제26회 부일영화상                       | 남우주연상                                  | 아수라                        | 후보 |
| 2017 | 제1회 더 서울어워즈                     | 영화부문 남우주연상                         | 더 킹                         | 후보 |
| 2018 | 제54회 백상예술대상                     | 영화부문 남자 최우수연기상                  | 강철비                        | 후보 |
| 2018 | 제23회 춘사영화제                       | 남우주연상                                  | 강철비                        | 수상 |
| 2019 | 제55회 백상예술대상                     | 영화부문 남자 최우수연기상                  | 증인                          | 후보 |
| 2019 | 제55회 백상예술대상                     | 영화부문 대상                               | 증인                          | 수상 |
| 2019 | 제39회 황금촬영상                       | 연기대상                                    | 증인                          | 수상 |
| 2019 | 제28회 부일영화상                       | 남자 인기스타상                             | 증인                          | 후보 |
| 2019 | 제40회 청룡영화상                       | 남우주연상                                  | 증인                          | 수상 |
| 2019 | 제6회 한국영화제작가협회상              | 남우주연상                                  | 증인                          | 수상 |
| 2020 | 제56회 대종상                           | 남우주연상                                  | 증인                          | 후보 |
| 2020 | 제29회 부일영화상                       | 남우주연상                                  | 지푸라기라도 잡고 싶은 짐승들 | 후보 |
| 2021 | 제41회 청룡영화상                       | 남우주연상                                  | 강철비 2: 정상회담            | 후보 |
| 2021 | 제10회 대한민국 대중문화예술상          | 대통령 표창                                 | 빈칸                          | 수상 |
| 2021 | 제11회 아름다운 예술인상                | 굿피플예술인상                              | 빈칸                          | 수상 |
| 2022 | 제31회 부일영화상                       | 남우주연상                                  | 헌트                          | 후보 |
| 2022 | 제42회 한국영화평론가협회상             | 남우주연상                                  | 헌트                          | 수상 |
| 2022 | 제43회 청룡영화상                       | 남우주연상                                  | 헌트                          | 후보 |
| 2022 | 제58회 대종상                           | 남우주연상                                  | 헌트                          | 후보 |
| 2022 | 제7회 동아닷컴’s PICK                   | 하늘 아래 두 개의 태양은 있다 (with 이정재) | 헌트                          | 수상 |
| 2022 | 제42회 하와이 국제영화제                | 할레쿨라니 커리어 공로상                    | 보호자                        | 수상 |
| 2023 | 제59회 백상예술대상                     | 영화부문 남자 최우수연기상                  | 헌트                          | 후보 |
| 2023 | 씨네21 영화상                           | 올해의 남자배우                             | 서울의 봄                     | 수상 |
| 2024 | 제22회 디렉터스 컷 시상식               | 올해의 남자배우상                           | 서울의 봄                     | 후보 |
| 2024 | 제60회 백상예술대상                     | 영화부문 남자 최우수연기상                  | 서울의 봄                     | 후보 |
| 2024 | 제33회 부일영화상                       | 남우주연상                                  | 서울의 봄                     | 수상 |
| 2024 | 제45회 청룡영화상                       | 남우주연상                                  | 서울의 봄                     | 후보 |